# ألان بريستو
ألان بريستو (بالإنجليزية: Allan Bristow)‏ مواليد 23 أغسطس 1951 في ريتشموند، هو لاعب كرة سلة أمريكي سابق تحول إلى التدريب بعد الاعتزال. بدأ مسيرته الاحترافية في سنة 1973. تم اختياره من قبل فريق فيلادلفيا سفنتي سيكسرز خلال الدرافت. يبلغ طوله 6 قدم 7 بوصة (2.0 م). اعتزل اللعب في 1983. أحرز خلال مسيرته في الإن بي إيه 5450 نقطة بمعدل 7.8 نقاط في المباراة الواحدة.

## المسيرة الاحترافية
لعب مع فيلادلفيا سفنتي سيكسرز من سنة 1973 إلى 1975، ثم لعب مع سان أنطونيو سبرز في سنة 1979، ثم لعب مع يوتا جاز من سنة 1979 إلى 1981، ثم لعب مع دالاس مافيريكس من سنة 1981 إلى 1983.

## روابط خارجية
- ألان بريستو على موقع إن بي أي (الإنجليزية)
- ألان بريستو على موقع سبورتس رفرنس (الإنجليزية)
- ألان بريستو على موقع كلية كرة السلة في سبورتس رفرنس.كوم (الإنجليزية)
- ألان بريستو على موقع ريلجم (الإنجليزية)
- ألان بريستو على موقع بروبوليرز (الإنجليزية)
- ألان بريستو على موقع سبورتس رفرنس (الإنجليزية)
- ألان بريستو على موقع قاعة فرجينيا للمشاهير الرياضية (الإنجليزية)